# Geozmin
A geozmin a frissen szántott talaj és az eső szagát, valamint az ivóvíz és bizonyos élelmiszerek mellékízét adó vegyület. Megtalálható a kukoricában, a sárga és erősszagú őzlábgombában. A cékla földszerű aromáját is a geozmin okozza.
Az emberi orr különösen érzékeny a geozmin illatára, 5 ppt (parts-per-trillion, 10−12) koncentrációban is észlelni képes.
A talajban elsősorban a Streptomyces(en) nemzetséghez tartozó actinomycetes baktériumok állítják elő.
Nem megfelelően karbantartott halastavakban cianobaktériumok állítják elő, és a halhús kellemetlen szagát és mellékízét (ú. n. mocsáríz) okozza.

## Története
A geozminnal Marcellin Berthelot foglalkozott először 1891-ben. Szerkezetét Nancy N. Gerber tisztázta 1968-ban.
A geozmin bioszintézisét azután fedezték fel, hogy 2007-ben megfejtették a Streptomyces coelicolor(en) nevű talajbaktérium genetikai kódját. Kiderült, hogy egyetlen enzim állítja elő farnezil-pirofoszfátból(en), mely a legtöbb terpén bioszintézisének kiinduló vegyülete. Az enzimet a baktérium SCO6073 génje kódolja. A reakció két lépésben megy végbe.

## Reakció
Szobahőmérsékleten négy napig 10%-os sósavban állva vízvesztéssel a szagtalan argozmin C-vé alakul át.